# (9619) Terrygilliam
(9619) Terrygilliam est un astéroïde de la ceinture principale.

## Description
(9619) Terrygilliam est un astéroïde de la ceinture principale. Il fut découvert le 17 mars 1993 à La Silla par le programme UESAC. Il présente une orbite caractérisée par un demi-grand axe de 2,38 UA, une excentricité de 0,25 et une inclinaison de 6,1° par rapport à l'écliptique.

## Compléments